# Nikolaï Tolstoï
Nikolaï Dmitrievitch Tolstoï-Miloslavski (en russe : Николай Дмитриевич Толстой-Милославский), né le 23 juin 1935, est un historien anglo-russe et auteur qui écrit sous le nom de Nikolai Tolstoy. 

## Biographie
Descendant de Léon Tolstoï, il est en partie d'origine russe et est le gendre de l'écrivain britannique Patrick O'Brian. Il détient la double nationalité britannique et russe. Il s'est porté candidat à la députation sous les couleurs du Parti pour l'indépendance du Royaume-Uni. Il considère le procès de John Demjanjuk comme une parodie de justice et provoque une controverse.
Sa fille Alexandra est la compagne de l'homme d'affaires russe Sergueï Pougatchev.